# Цеканьский, Адам
Адам Цеканьский (пол. Adam Cekański; 22 октября 1921, Краков, Польша — 4 января 2016, Краков, Польша) — польский гинеколог, акушер и эндокринолог. Проректор Силезской медицинской академии в Катовицах, ординарный профессор.

## Биография
Родился в интеллигентной семье. Оба его родителя были учителями. Аттестат зрелости сдал в 1939 году, за пару месяцев до начала войны. Поступил на медицинский факультет Ягеллонского университета, но из-за закрытия польских университетов немцами, перешёл в Краковскую торговую школу. После её окончания работал в городском управлении недвижимости. Состоял в Армии Крайовой.
После окончания войны учился на медицинском университете Ягеллонского университета. Диплом врача получил в 1949 году, а через год защитил докторат.
С 1 октября 1949 года работал хирургом в повятовом госпитале в Миколуве. В 1954 году перешёл во II клинику акушерства и женских болезней Силезской медицинской академии в Бытоме, а с 1979 года работал на кафедре I клиники акушерства и гинекологии в Тыхах.
В 1982—1987 годах руководитель IV кафедры и клиники акушерства и гинекологии Силезской медицинской академии в Катовицах. Ординарный профессор.
Областью научного интереса были бесплодие у женщин и мужчин, контрацепция, перинатальная диагностика, диабет беременных, гериатрическая гинекология. Автор множества статей в национальных и международных журналах. Автор основных учебников по предмету гинекологии: «Уход за беременными» (1961 год), «Гинекология» (1982 год, совместно с Рудольфом Климкой) и «Перинатальная медицина» (1984 год, совместно с Збигневом Сломкой).
Награждён кавалерским крестом ордена «Polonia Restituta», знаком «За безупречную работу в сфере здравоохранения» и Медицинским лавром.
Скончался 4 января 2016 года. Похоронен на Раковицком кладбище.